# Bienes de consumo falsificados
Bienes de consumo falsificados se refiere a los bienes de consumo en los cuales a través del uso intencional de engaños se obtiene un beneficio.
Algunos ejemplos de estas falsificaciones incluyen alimentos, como la controvertida comercialización de aceite de colza desnaturalizado etiquetado como aceite de oliva en 1981, los alimentos para mascotas en donde se remplazó proteína de suero por relleno de melamina, la comercialización en China de carne de zorro etiquetada como carne de burro, y la comercialización en Europa de carne de res mezclada con carne de caballo de 2013.
La Convención de Farmacopea de Estados Unidos ha divulgado una guía de prevención del fraude alimenticio como parte de un esfuerzo para ayudar a identificar ingredientes alimentarios problemáticos. Esta guía incluye un catálogo de métodos de detección y acciones para mitigar los efectos de fraudes alimentarios.

## Principales fraudes alimentarios
Según el sitio Prevention.com, algunos de los alimentos en los que se produce mayor cantidad de fraudes son:
- Aceite de oliva — Puede combinarse con aceite de avellana para reducir costos de producción.
- Leche — La leche de vaca puede estar combinada con leche de oveja y la leche de búfala con leche de cabra.
- Miel — Se ha encontrado en productos etiquetados como miel pura jarabe de azúcar, jarabe de maíz, fructosa, glucosa, azúcar de remolacha, etc. Otro fraude común es el origen geográfico del producto.
- Azafrán — Por ser un producto costoso, es sujeto a muchos fraudes. Se ha encontrado mezclado con azafrán glicerina, polvo de madera de sándalo, colorante amarillo y sulfato de bario.
- Jugo de naranja — Puede venir mezclado con jugos de otros cítricos, jarabe de maíz, extracto de pimentón, y azúcar de remolacha.
- Café — El café molido puede venir mezclado con maíz tostado y cebada. El café instantáneo adulterado puede contener achicoria, cereales, caramelo almidón, malta e higos.
- Jugo de manzana — Se ha detectado en empaques de jugo de manzana jugo de otras frutas como uvas, peras, piñas e higos, jarabe de maíz, edulcorantes, fructosa y ácido málico.
- Té — Para rendir el té se utilizan hojas de otras plantas, aditivos colorantes, aserrín coloreado, etc.
- Pescado — La forma más frecuente de fraude con el pescado es vender una especie de bajo costo en lugar de otra más cotizada.
- Pimienta — Históricamente se ha encontrado mezclado con la pimienta almidón, semillas de papaya, harina, trigo sarraceno y mijo.